# Projekt 1159 Jaguar

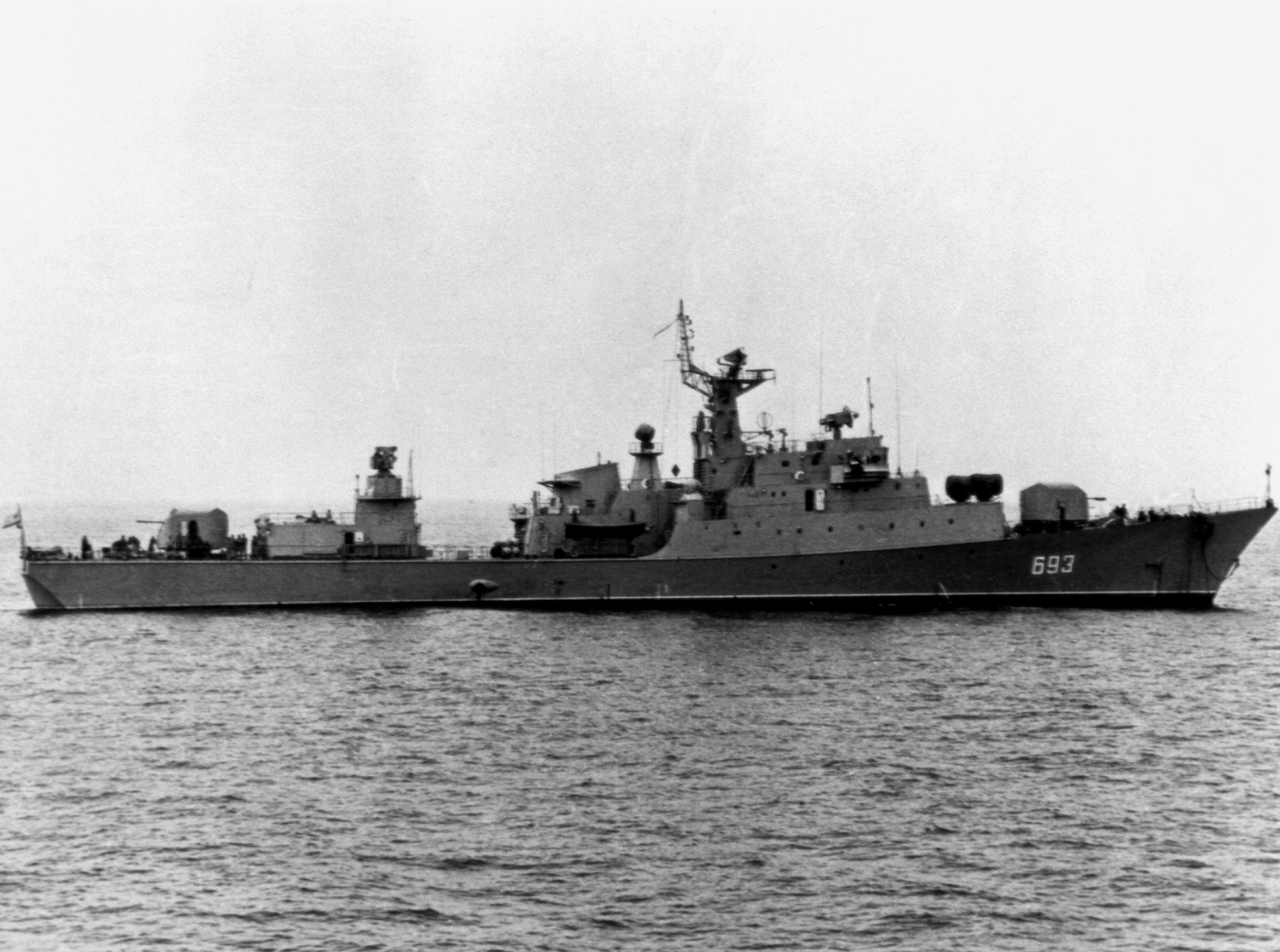
Fregatten Delfin är det enda fartyget i den här klassen som permanent tjänstgjorde i sovjetiska flottan.

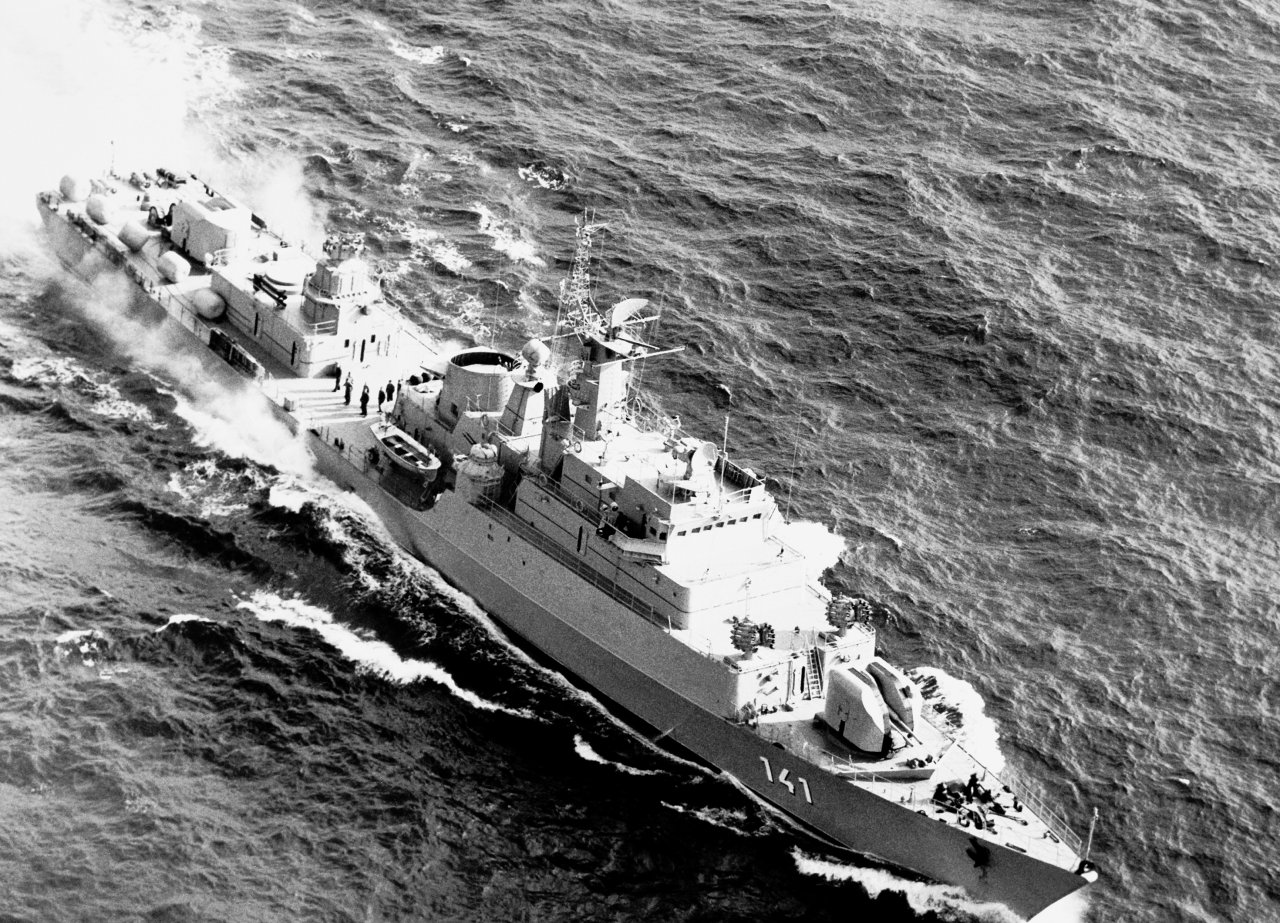
Östtyska fregatten Rostock. Notera minorna på akterdäck.

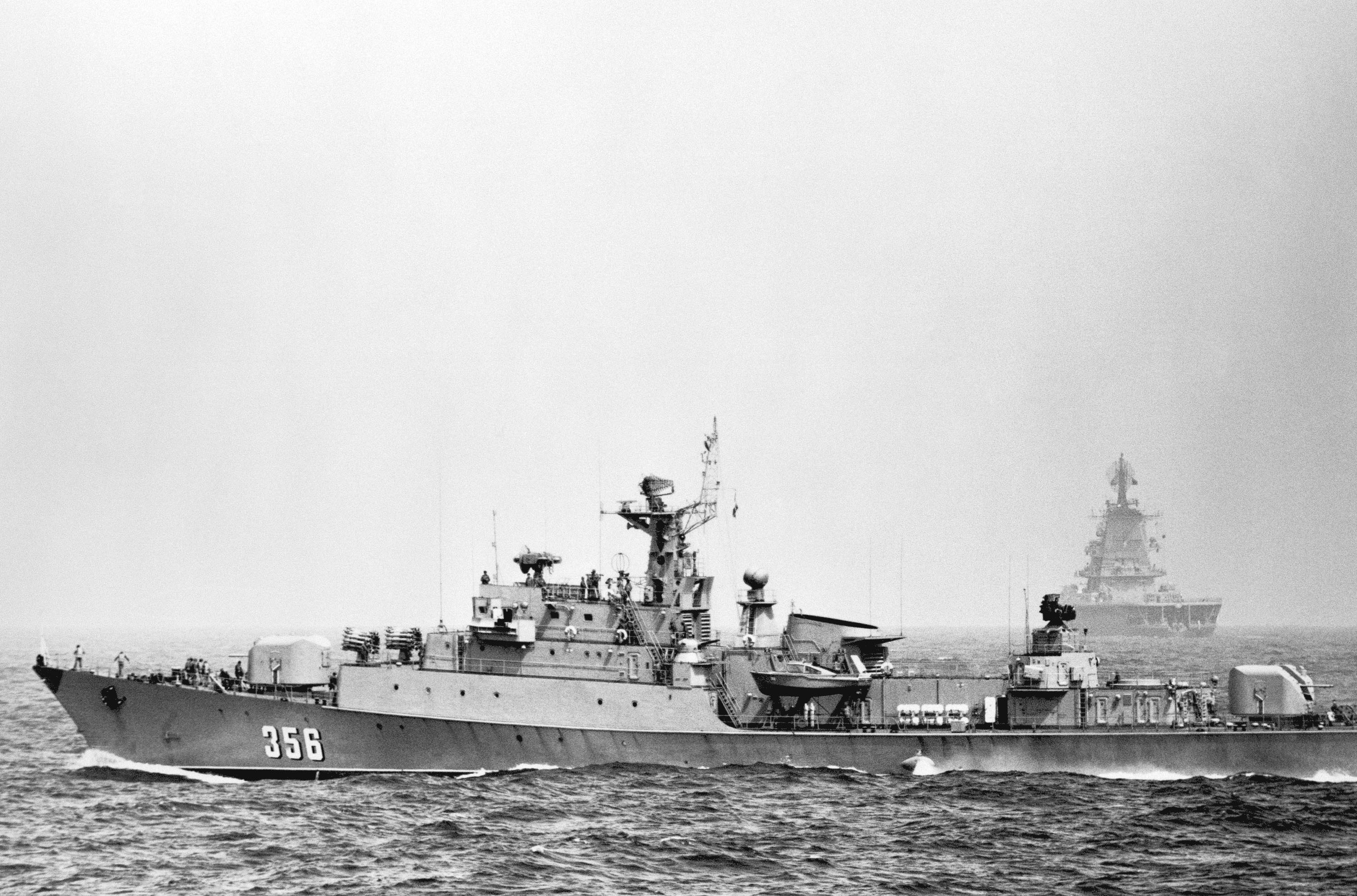
Den kubanska fregatten 365 (hennes riktiga namn i kubansk tjänst är okänt). Den låga överbyggnaden mellan skorstenen och eldledningsradarn är kännetecknande för Projekt 1159T.

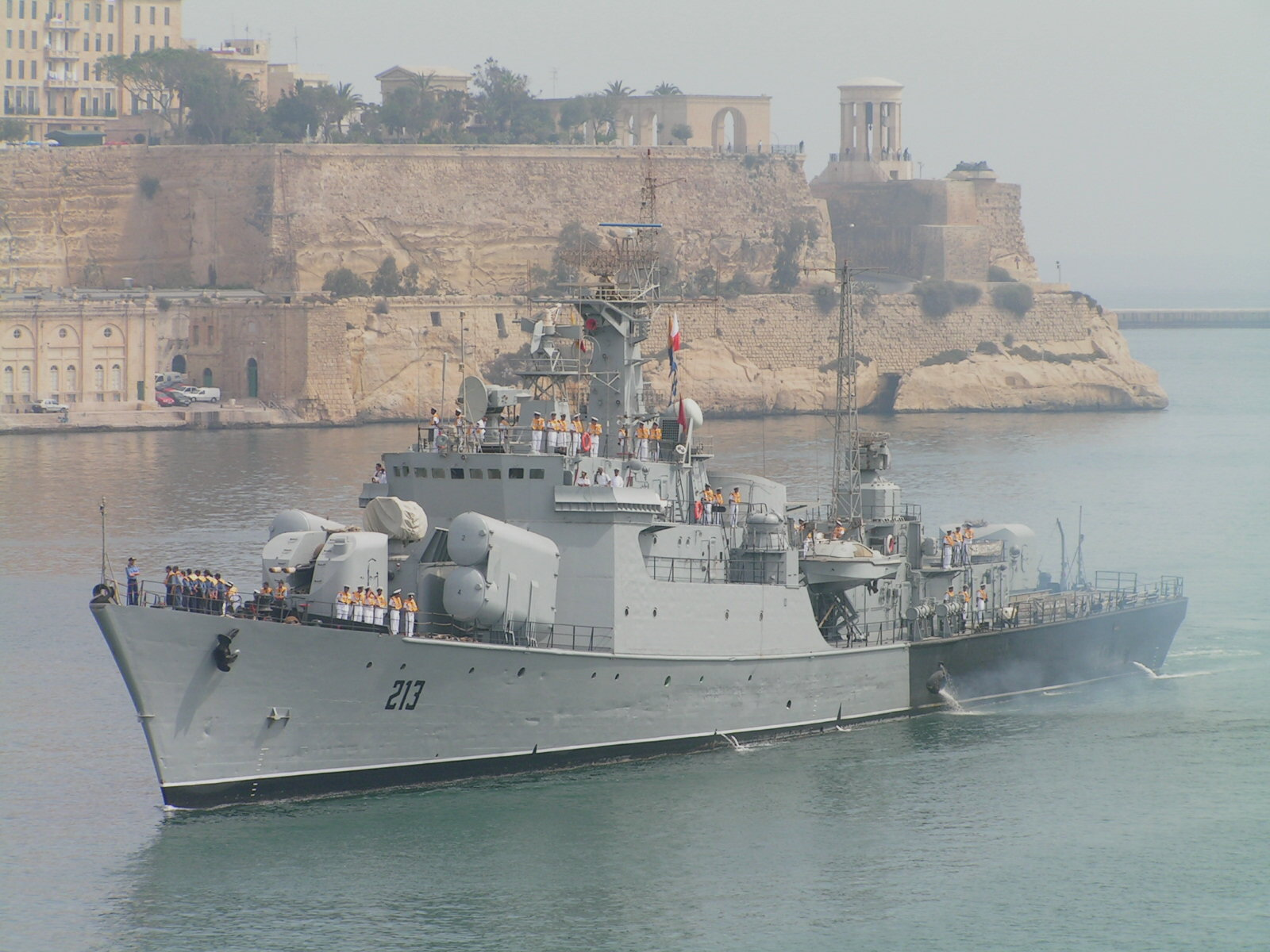
Den Libyska fregatten Al Ghardabia. De båda Libyska fregatterna känns lätt igen på sjömålsrobotarna mellan förliga kanonen och bryggan. Även de Jugoslaviska fregatterna har sjömålsrobotar, men de är monterade längre akteröver och riktare akterut.

Projekt 1159 Jaguar (ryska: Ягуар, NATO-rapporteringsnamn Koni-klass) var en klass fregatter ursprungligen avsedda för Sovjetiska flottan för att ersätta de äldre fregatterna i Projekt 50 Gornostaj, men i stället exporterade till allierade länders flottor.

## Varianter

### Projekt 1159
Ursprunglig version. Sex fartyg tillverkade för Sovjetiska flottan, men senare exporterade till Östtyskland och Jugoslavien.

### Projekt 1159T
Tropisk version avsedd för export till varmare länder. Sex fartyg tillverkade för Kuba och Algeriet.

### Projekt 1159TM
Ett av Algeriets fartyg moderniserad på varvet i Kronstadt med AK-630, eldledningsradar MR-123 Vympel och SP-521 Rakurs samt spaningsradar MR-352 Pozitiv.

### Projekt 1159TR
Två fartyg byggda för Libyen med fyra sjömålsrobotar P-15M Termit i stället för RBU-6000 ubåtsjaktraketkastare.

## Fartyg

### Delfin
Påbörjad: 21 april 1973. Sjösatt: 19 juli 1975. Tagen i tjänst 31 december 1975

Tjänstgjorde i svartahavsflottan 1976 till 1991 som utbildningsfartyg för utländska besättningar. I juli 1991 såldes hon till Bulgarien och döptes om till Smeli (bg: Смели, ”modig”). Fortfarande i tjänst.

### Nerpa
Påbörjad: 22 oktober 1974. Sjösatt: 4 juni 1977. Tagen i tjänst 31 december 1977

Temporärt tilldelad till Östersjöflottan 1977 innan hon 1978 såldes till dåvarande Östtyskland och döptes om till Rostock. I oktober 1990 överfördes hon till Bundesmarine, men togs aldrig i tjänst utan gick i stället till skrotning.

### Kreshet
Påbörjad: 19 januari 1977. Sjösatt: 3 juli 1978. Tagen i tjänst 31 december 1978

Temporärt tilldelad till Östersjöflottan 1978 innan hon 1979 såldes till dåvarande Östtyskland och döptes om till Berlin. I oktober 1990 överfördes hon till Bundesmarine, men togs aldrig i tjänst utan gick i stället till skrotning.

### Sokol
Påbörjad: januari 1978. Sjösatt: 21 april 1979. Tagen i tjänst 30 november 1979

Temporärt tilldelad till Svartahavsflottan 1979 innan hon 1980 såldes till dåvarande Jugoslavien och döptes om till Split. 1992 moderniserades hon och fick bland annat fyra P-15M Termit riktade bakåt. 1993 övergick hon till Serbiens flotta och döptes om till Beograd. Avrustad 2002.

### Mourad Rais
Påbörjad: 10 juni 1978. Sjösatt: 12 januari 1980. Tagen i tjänst 30 september 1980

Första fartyget i Projekt 1159T. Temporärt tilldelad till Östersjöflottan 1980 som SKR-482 innan hon såldes till Algeriet 1981 och döptes till Mourad Rais. Moderniserades på Severnaja verf i Sankt Petersburg 2007–2011 med modernare radar och motmedel.

### Mariel
Påbörjad: 17 juli 1979. Sjösatt: 21 juni 1980. Tagen i tjänst 30 december 1980

Temporärt tilldelad till Östersjöflottan 1980 som SKR-28 innan hon såldes till Kuba 1981 och döptes till Mariel. Avrustades 1997 och placerades i malpåse.

### Rais Kellik
Påbörjad: 11 juni 1980. Sjösatt: 30 april 1981. Tagen i tjänst 30 november 1981

Temporärt tilldelad till Östersjöflottan 1981 som SKR-35 innan hon såldes till Algeriet 1982 och döptes till Rais Kellik. Sedan 2011 på varv i Sankt Petersburg för modernisering.

### Kopar
Påbörjad: 25 december 1979. Sjösatt: 24 december 1981. Tagen i tjänst 30 september 1982

Temporärt tilldelad till Svartahavsflottan februari till december 1982 som SKR-481 innan hon såldes till Jugoslavien och döptes till Kopar. 1994 moderniserades hon och fick bland annat fyra P-15M Termit riktade bakåt. 1993 övergick hon till Serbiens flotta och döptes om till Podgorica.

### Captain Keith Tibbetts
Påbörjad: 24 april 1981. Sjösatt: 31 juli 1982. Tagen i tjänst 17 augusti 1983

Temporärt tilldelad till Östersjöflottan 1981 som SKR-471 innan hon såldes till Kuba 1984. I augusti 1996 såldes hon till Caymanöarna och döptes till M/V Captain Keith Tibbetts. I september sänktes hon utanför Cayman Brac som ett konstgjort rev. Till en början stod hon upprätt på botten på 27 meters djup, men en svår storm runt nyår 1998 bröt henne i två delar och förskeppet lutar nu 45° åt styrbord. Hon ligger i ett område med god sikt och är ett populärt dykmål.

### Rais Korfu
Påbörjad: 7 juli 1982. Sjösatt: 11 november 1983. Tagen i tjänst 30 augusti 1984

Temporärt tilldelad till Östersjöflottan 1894 som SKR-129 innan hon såldes till Algeriet 1985 och döptes till Rais Korfu. 1997 till 2000 genomgick hon modernisering i Kronstadt till Projekt 1159TM med modernare vapen, elektronik och motmedel.

### Halle
Påbörjad: 8 april 1983. Sjösatt: 30 juni 1984. Tagen i tjänst 25 juni 1985

Temporärt tilldelad till Östersjöflottan juni – november 1985 som SKR-149 innan hon såldes till Östtyskland och döptes till Halle. I oktober 1990 överfördes hon till Bundesmarine där hon tjänstgjorde fram till 1995 då hon avrustades och skrotades.

### Al Hani
Påbörjad: 22 september 1982. Sjösatt: 27 april 1985. Tagen i tjänst 30 december 1985

Första fartyget i Projekt 1159TR. Temporärt tilldelad till Svartahavsflottan 1985 som SKR-201 innan hon såldes till Libyen och döptes till Al Hani. Sedan 20 februari 2011 står hon under Nationella libyska rådets kontroll.

### Al Ghardabia
Påbörjad: 18 april 1985. Sjösatt: 27 april 1986. Tagen i tjänst 25 december 1986

Temporärt tilldelad till Svartahavsflottan 1986 som SKR-195 innan hon såldes till Libyen och döptes till Al Ghardabia. Under Inbördeskriget i Libyen 2011 anfölls hon av brittiskt attackflyg 20 maj i hamnen i Al-Khums och skadades. Natten mellan 8 och 9 augusti anfölls hon återigen och träffades av en laserstyrd bomb och skadades allvarligt.

### Monkada
Påbörjad: 6 maj 1986. Sjösatt: 3 maj 1987. Tagen i tjänst 25 december 1987

Temporärt tilldelad till Svartahavsflottan 1987 som SKR-451 innan hon såldes till Kuba 1988 och döptes till Monkada. 16 juli 1998 sänktes hon vid Cayo Piedra del Norte utanför Varadero cirka 10 mil öster om Havanna som konstgjort rev och dykmål. Strax innan hon sänktes ändrades hennes bognummer från 353 till 383, något som har gjort det svårt för många dykare att identifiera vraket.